# Муратовка (Нижньогородська область)
Муратовка (рос. Муратовка) — село в Гагинському районі Нижньогородської області Російської Федерації.
Населення становить 58 осіб. Входить до складу муніципального утворення Ветошкинська сільрада.

## Історія
Від 2009 року входить до складу муніципального утворення Ветошкинська сільрада.

## Населення
| 2002 | 2010 |
| ---- | ---- |
| 118  | ↘58  |